# 791 km
791 km (ros. 791 км, krl. 791 km) – przystanek kolejowy i posterunek odgałęźny w rejonie biełomorskim, w Karelii, w Rosji. Położony jest na linii Wołchow – Murmańsk, w znacznym oddaleniu od skupisk ludzkich.